# Samuel Nlend
Samuel Nlend, né le 15 mars 1995 à Douala au Cameroun, est un footballeur camerouno-centrafricain, qui joue au poste d'avant-centre aux Futuro Kings. Précédemment international camerounais, il est désormais international centrafricain. 

## Biographie

### En club
Lors du championnat du Cameroun 2016, Nlend est le meilleur buteur de l'Union de Douala, avec 12 buts inscrits. En 2016, Nlend s'engage en faveur de l'Ittihad Alexandrie, avant de voir son contrat être rompu quatre jours après sa signature en raison d'une présumée contamination au SIDA. Finalement, en août 2017, la FIFA condamne le club égyptien à une amende de 247 millions de francs CFA pour rupture de contrat abusive.
En 2021, il rejoint le club équatoguinéen des Futuro Kings.

### En sélection
Samuel Nlend dispute son premier match en équipe du Cameroun A' (qui ne contient que des joueurs disputant les championnats locaux) le 23 décembre 2015 en match amical face au Niger. En 2016, il dispute le Championnat d’Afrique des nations, étant titularisé lors de tous les matchs disputés par le Cameroun, et inscrivant un but lors du dernier match de poule face à la République démocratique du Congo (victoire 3-1). Il n'est pas sélectionné pour le CHAN 2020 disputé à domicile.
En mars 2022, il est sélectionné pour la première fois en équipe de République centrafricaine, et dispute son premier match le 26 mars en match amical contre le Soudan. Le 1er juin 2022, il inscrit son premier but avec les Fauves dans le cadre des qualifications à la CAN 2023 contre l'Angola.